# Pliozän
| ❮ | System      | Serie   | Stufe        | ≈ Alter (mya) |
| ❮ | später      | später  | später       | jünger        |
| - | ----------- | ------- | ------------ | ------------- |
| ❮ | N e o g e n | Pliozän | Piacenzium   | 2,588 ⬍ 3,6   |
| ❮ | N e o g e n | Pliozän | Zancleum     | 3,6 ⬍ 5,333   |
| ❮ | N e o g e n | Miozän  | Messinium    | 5,333 ⬍ 7,246 |
| ❮ | N e o g e n | Miozän  | Tortonium    | 7,246 ⬍ 11,62 |
| ❮ | N e o g e n | Miozän  | Serravallium | 11,62 ⬍ 13,82 |
| ❮ | N e o g e n | Miozän  | Langhium     | 13,82 ⬍ 15,97 |
| ❮ | N e o g e n | Miozän  | Burdigalium  | 15,97 ⬍ 20,44 |
| ❮ | N e o g e n | Miozän  | Aquitanium   | 20,44 ⬍ 23,03 |
| ❮ | früher      | früher  | früher       | älter         |

Das Pliozän ist in der Erdgeschichte eine chronostratigraphische Serie (= Zeitintervall) des Neogen. Es begann vor etwa 5,333 Millionen Jahren und endete vor etwa 2,588 Millionen Jahren. Vor dem Pliozän liegt das Miozän. Nach ihm folgt das Pleistozän, das Eiszeitalter, mit einem Wechsel von Warm- und Kaltzeiten bis ins Holozän, die geologische Gegenwart.

## Namensgebung und Geschichte
Der Name (von griechisch πλεῖον = mehr und καινός = neu, ungewöhnlich) stammt von Charles Lyell, der ihn 1847 zur Unterteilung des Tertiärs vorschlug.
Bis 2004 wurde das Pliozän als letzte Serie des Tertiärs vor dem Quartär angesehen. Dann wurde von Gradstein et al. in ihrer Publikation A Geologic Timescale vorgeschlagen, das Quartär ganz aufzugeben und Pleistozän und Holozän zum Neogen zu stellen. Dies rief jedoch heftigen Widerspruch von Seiten der verschiedenen Quartär-Vereinigungen hervor mit dem Ergebnis, dass das Quartär als System mit den beiden Serien Pleistozän und Holozän erhalten bleibt. Dem Pleistozän wurde zudem die oberste Stufe des Pliozäns, das Gelasium, zugeschlagen. Die Ratifizierung dieses Vorschlags durch das International Union of Geological Sciences (IUGS) erfolgte im Juni 2009.

## Definition und GSSP
Als Basis der Serie (und als Basis der Stufe des Zancleum) wurde die Obergrenze der magnetischen Polaritäts-Chronozone C3r (rund 100.000 Jahre vor der Thvera normal-polaren Subchronozone C3n.4n) definiert. Außerdem liegt die Grenze nahe dem Aussterbehorizont der kalkigen Nanoplankton-Art Triquetrorhabdulus rugosus (= Basis der CN10b-Zone) und dem Erstauftreten der kalkigen Nanoplankton-Art Ceratolithus acutus. Die Obergrenze des Pliozäns (nach Ausgliederung des Gelasiums) ist die Isotopen-Stufe 103, die Basis der magnetischen Polaritäts-Chronozone C2r (Matuyama-Chronozone), und etwas darüber liegen die Aussterbehorizonte der kalkigen Nanoplankton-Arten Discoaster pentaradiatus und Discoaster surculus. Der GSSP (= globaler Eichpunkt) für den Beginn des Pliozäns (und damit auch die Grenze Zancleum/Messinium) liegt in der Nähe der antiken Stadt Herakleia Minoa (Sizilien, Italien).

## Untergliederung
Das Pliozän wurde früher in drei Stufen unterteilt, nach der Ausgliederung des Gelasiums sind es nur noch zwei Stufen:
- System: Neogen (23,03–2,588 mya)
  - Serie: Pliozän (5,333–2,588 mya)
    - Stufe: Piacenzium (3,6–2,588 mya)
    - Stufe: Zancleum (5,333–3,6 mya)

  - Serie: Miozän (23,03–5,333 mya)

In den großen Sedimentationsbecken Mitteleuropas werden die dort abgelagerten Sedimente hauptsächlich mit regionalen Stufen gegliedert. Für das zentrale Paratethys-Becken werden folgende regionale Stufen benutzt:
- Romanium (entspricht etwa dem Piacenzium)
- Dacium (entspricht etwa dem Zancleum)

## Klima
Im Pliozän war das Klima relativ stabil und warm. Der Anteil an Kohlenstoffdioxid in der Erdatmosphäre wurde durch Untersuchung von Δ13C organischen Materials aus Meeressedimenten und versteinerten Blättern ermittelt und betrug Mitte des Pliozän etwa 360 bis 400 ppm, während im Holozän eine Kohlenstoffdioxidkonzentration von ca. 280 ppm vorlag.
Die Jahresdurchschnittstemperaturen lagen zunächst etwa zwei Millionen Jahre lang rund 2 bis 3 °C über den Temperaturen vorindustrieller Zeit. Verschiedene Klimaproxies dokumentieren einen 15–25 Meter erhöhten Meeresspiegel im Vergleich zu heute.
Ob und wie weit die Vulkanausbrüche des Supervulkankomplexes Altiplano–Puna Vulkan Komplex (APVC) vor 3,5 und 5,6 Mio. Jahren durch den Asche, Schwefeldioxid und Chlorgase für die Temperaturveränderungen als maßgeblicher Treiber verantwortlich sind, ist umstritten. Beide Ausbrüche entsprechen in etwa dem des bekannteren Yellowstone-Supervulkans. Dessen Ausbrechen und die damit einhergehende globale Verdunklung durch Asche gilt allgemein anerkannt als Kipppunkt für eine globale Abkühlung.
Im späten Pliozän vor 3,2 Millionen Jahren kündigte eine allmähliche Abkühlung das bevorstehende Quartäre Eiszeitalter an, wobei der CO2-Gehalt im Verlauf von mehreren 100.000 Jahren auf 275 bis 300 ppm sank, mit einer weiteren Reduzierung während der folgenden Kaltzeitphasen. Mit der Vereisung der Arktis im Gelasium begann das Quartär, das bis heute andauert.

## Paläogeographie
Die Landbrücke zwischen Nord- und Südamerika begann sich zu bilden, was stärkere Auswirkungen auf die Ausbreitung vieler Tiergattungen, z. B. der Rüsseltiere von Afrika über Asien nach Nord- und Südamerika hatte. In der südamerikanischen Tierwelt, die sich in der Isolation des Kontinents bis dahin eigenständig entwickelt hatte, verdrängten die eingewanderten Säbelzahnkatzen die Terrorvögel von der Spitze der Nahrungspyramide.

## Fauna

### Europa

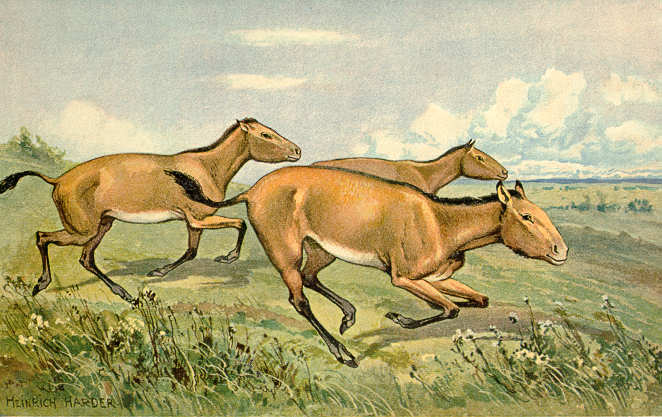
Hipparion, ein Pferd des Pliozäns

Viele Tiergattungen des Pliozäns hatten bereits im vorangehenden Miozän gelebt. Die größten Tiere Europas wurden am Beginn der Epoche durch das elefantenähnliche Rüsseltier Anancus und durch zygodonte Mastodonten der Gattung Mammut repräsentiert. Giraffen und boselaphine Hornträger (Verwandte der Nilgauantilope) waren in dieser Epoche zum letzten Mal auch in Europa verbreitet. Typisch für Europa waren damals auch Gazellen (Gazella, Hispanodorcas). Große Hornträger überlebten mit Parabos aus dem Miozän und brachten mit der Gattung Alephis noch größere Formen hervor. Die fortschrittlicheren Formen der Hirsche (Croizetoceros und Pliocervus) brachten immer komplexere und größere Geweihe hervor. Unter den Schweinen überlebte Propotamochoerus aus dem Miozän. Außerdem tauchten die ersten echten Schweine der Gattung Sus mit Sus arvernensis auf. In Europa verschwanden vorübergehend die Flusspferde (Hexaprotodon) während die Kamele im Pliozän mit Paracamelus vor allem im Südosten verbreitet waren. Fossile Erdferkel (Orycteropus) sind etwa aus der Gegend von Perpignan bekannt.
Die Nashörner büßten zu Beginn des Pliozäns einen Großteil ihrer Formenvielfalt ein. So starben in Europa und dem östlichen Mittelmeerraum alle hornlosen Formen aus. Die Gattungen Ceratotherium und Diceros, die heute in Afrika noch durch Breitmaulnashorn und Spitzmaulnashorn vertreten sind, sowie das hornlose, flusspferdartige Brachypotherium waren seit dem Beginn des Pliozäns auf Afrika beschränkt. In Europa überlebte von den Nashörnern nur Stephanorhinus. Die Pferde waren mit Hipparion verbreitet, Tapire (Tapirus) kamen vor allem in Südeuropa vor.

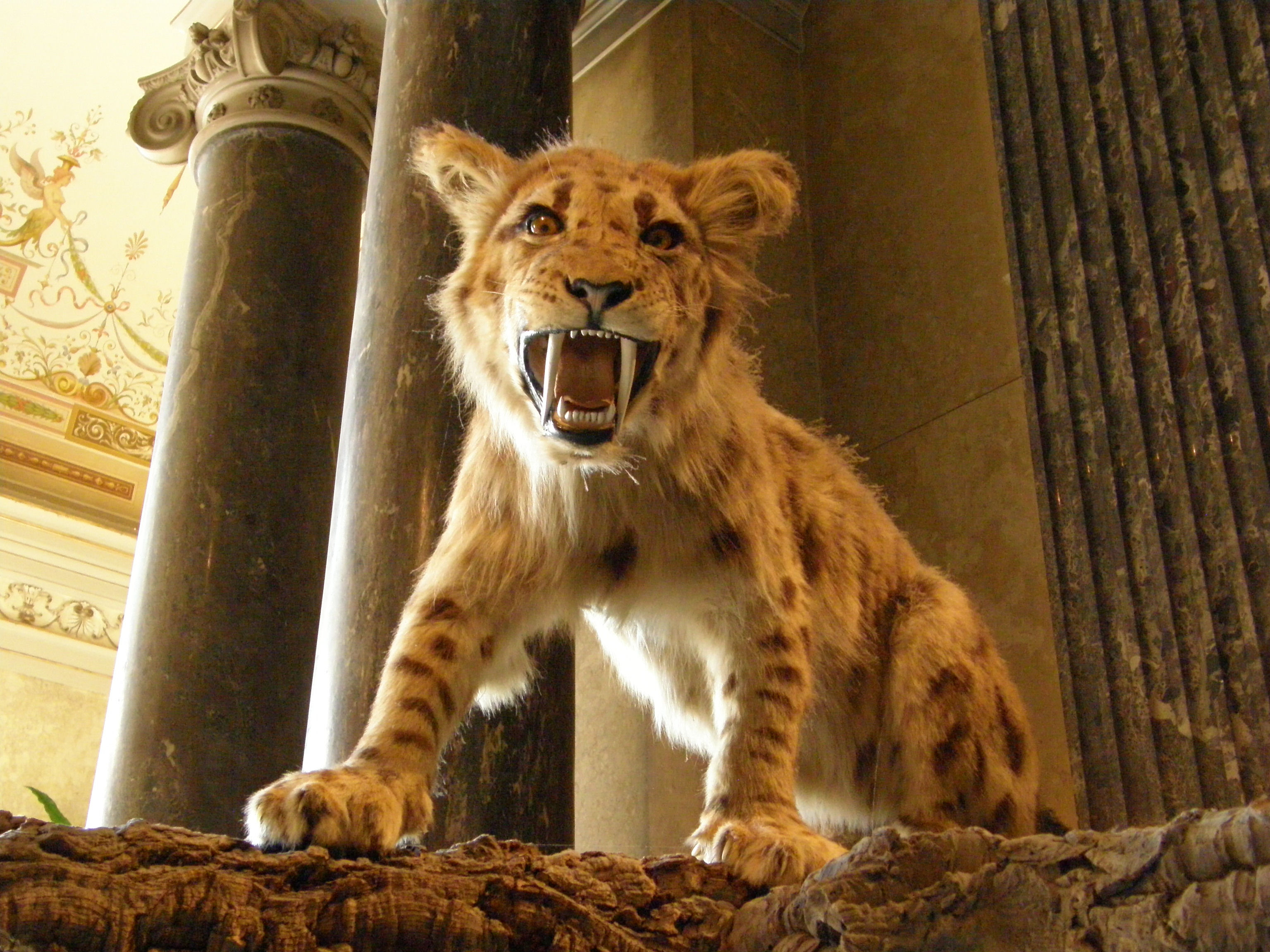
Megantereon

Die beiden Säbelzahnkatzen Machairodus und Paramachairodus verschwanden am Beginn des Pliozäns aus Europa. Metailurus wurde durch Dinofelis ersetzt. Hyänen waren durch knochenknackende Formen wie Pachycrocuta und kleine Räuber wie Plioviverrops vertreten. Daneben gab es die so genannten Gepardhyänen (Chasmaporthetes), die weniger an das Aufbrechen von Knochen, sondern eher an schnelle Verfolgungsjagden angepasst waren. Die Gattung Chasmaportestes war auch in Afrika und Asien verbreitet und wanderte über die Beringstraße auch nach Nordamerika ein. Auch Geparde waren in Europa mit Acinonyx pardinensis verbreitet. Kleinere Räuber waren durch Füchse (Vulpes) und Marderhunde (Nyctereutes) vertreten. Mit Agriotherium überlebten auch die Bären aus dem Miozän bis ins Pliozän. Die Gattung Ursus, die sich im Miozän Asiens aus Ursavus entwickelt haben dürfte, tauchte im Pliozän mit Ursus minimus erstmals in Europa auf. Affen waren mit Macaca prisca, einem Verwandten des Berberaffen, sowie durch die Gattungen Paradolichopithecus, Dolichopithecus und Mesopithecus ebenfalls verbreitet. Die Hominoiden waren dagegen im späten Miozän aus Europa verschwunden.
Die Nager waren im Pliozän Europas durch verschiedene Gattungen von Muriden (Apodemus etc.) sowie durch Cricetiden (Ruscinomys und Apocricetus) aus dem Miozän weiterhin vertreten. Außerdem sind Flughörnchen (Pliopetaurista) und Biber (Castor) verbreitet. Im Süden Europas kamen Krokodile und Riesenschildkröten vor. Eine kurze kühle Phase im ansonsten milden Klima des frühen Pliozäns führte vor rund 4 Millionen Jahren zum Einwandern von Steppennagern mit sigmodonten Zähnen wie Trilophomys, Celadensia und Bjornkurtenia nach Europa.
Gegen Ende des Pliozäns vor rund 3,2 Millionen Jahren verschwanden in Europa die letzten Giraffen. Der große Hornträger Parabos wurde zu dieser Zeit durch die Gattung Leptobos ersetzt, der bereits stark an heutige Rinder der Gattung Bos erinnerte. Weitere Hornträger, die nach Europa einwanderten, waren Gazellospira, Megalovis, Pliotragus. Dazu kamen die ersten Hirsche der heutigen Gattung Cervus sowie erste Vertreter der Riesenhirsche (Arvernoceros). Unter den Raubtieren tauchte ebenfalls vor etwa 3 Millionen Jahren die puma-ähnliche Katze Viretailurus schaubi zum ersten Mal auf. Außerdem erschienen erstmals hochentwickelte machairodontine Säbelzahnkatzen wie Megantereon und Homotherium.
Am Ende des Pliozäns vor etwa 2,6 Millionen Jahren setzte eine Abkühlung des Erdklimas ein, in deren Verlauf Mammute (Mammuthus) einwanderten und die alten Rüsseltiere wie Anancus ersetzten. Gleichzeitig wurden die Hipparionen durch moderne Pferde der Gattung Equus ersetzt, die sich vorher in Amerika aus Pliohippus entwickelten. Zwei weitere Einwanderer am Ende der Epoche waren Eucladoceros, ein großer Hirsch mit sehr komplexem Geweih und Libralces, ein früher Elch. Dazu kamen die Hornträger Gallogoral und Preaovibos. Letzterer war ein Vorläufer des heutigen Moschusochsen und ersetzte offenbar Megalovis und Pliotragus. Gleichzeitig verschwanden die Gazellen (Gazella, Gazellospira) aus Europa. Zu den neuen Einwanderern zählten auch Vorläufer der heutigen Wölfe, die in Europa mit Canis etruscus erschienen, sowie der Europäische Jaguar (Panthera gombaszoegensis). Die Gepardhyänen verschwanden zu dieser Zeit, die große Katze Dinofelis hatte sich sogar bereits etwas früher aus Europa zurückgezogen. Die Krokodile, Riesenschildkröten und Tapire verschwanden ebenfalls aus Europa. Durch diese Wechsel bedingt glich die Fauna der folgenden Epoche des Pleistozäns bereits stark der heutigen Tierwelt.

### Asien
Asien war mit Europa verbunden und beherbergte größtenteils ähnliche Tierformen. Allerdings überlebten hier einige Formen, wie die Chalicotherien und Giraffen länger. Typisch für das Pliozän Asiens ist auch die Nashorngattung Rhinoceros.

### Afrika

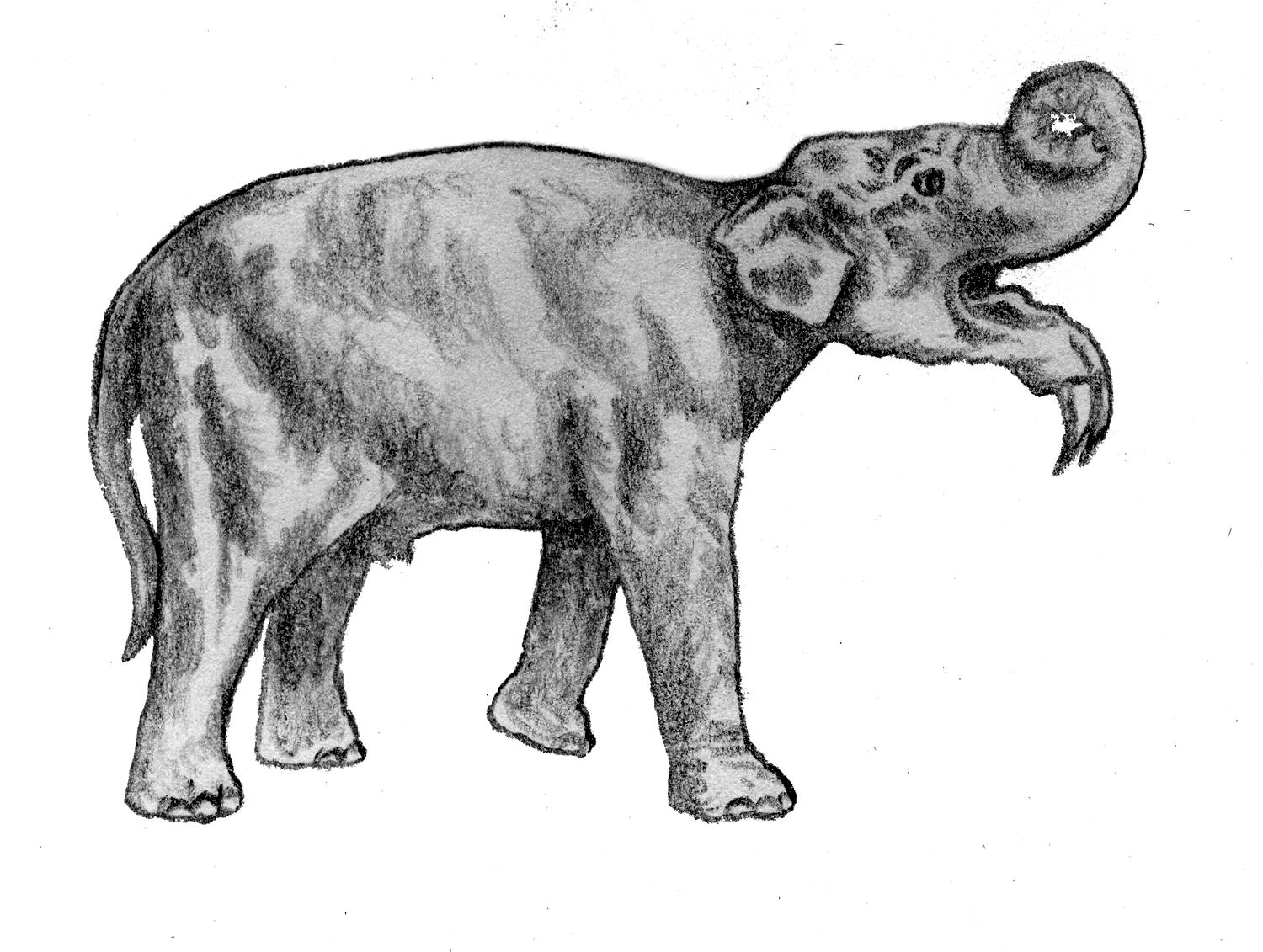
Deinotherium

Die Rüsseltiere waren im Pliozän Afrikas reichhaltig durch Elefanten (Elephas, Loxodonta, Mammuthus), Gomphotherien (Anancus) und Deinotherien (Deinotherium) repräsentiert. Seit dem mittleren Pliozän kamen die beiden heute noch lebenden Nashornarten (Breitmaulnashorn und Spitzmaulnashorn) vor. Bis zum Ende des Pliozäns vor etwa 2 Millionen Jahren überlebten die Chalicotherien mit Ancylotherium hennigi in Afrika. Die Pferde waren durch Hipparionen vertreten, bis am Beginn des Pleistozäns die Gattung Equus erschien. Verschiedene Schweine (Notochoerus, Kolpochoerus, Metridichoerus) und zahlreiche Hornträger sind bekannt. Die Impalas waren ebenso wie die Gattungen Gazella und Tragelaphus bereits vertreten. Giraffen waren durch langhalsige Formen (Giraffa jumae) ebenso wie durch die ausgestorbenen Rindergiraffen (Sivatherium) vertreten. Flusspferde sind vor allem durch die Gattung Hexaprotodon repräsentiert. Kamele sind im Fossilbericht Afrikas generell selten, erreichten aber im Pliozän südwärts immerhin Malawi. Die großen Raubtiere waren durch verschiedene Hyänen, Hunde und Katzen vertreten. Zu den großen Katzen zählte Dinofelis, Megantereon, Homotherium und seit dem späteren Pliozän auch die Gattungen Panthera und Acinonyx. Löwengroße Panthera-Formen sind etwa aus Laetoli in Tansania bekannt. Im Pliozän waren auch Bären mit Agriotherium bis in den Süden Afrikas verbreitet. Darüber hinaus lebten im Pliozän die Australopithecinen als Vorfahren des Menschen.

### Nordamerika

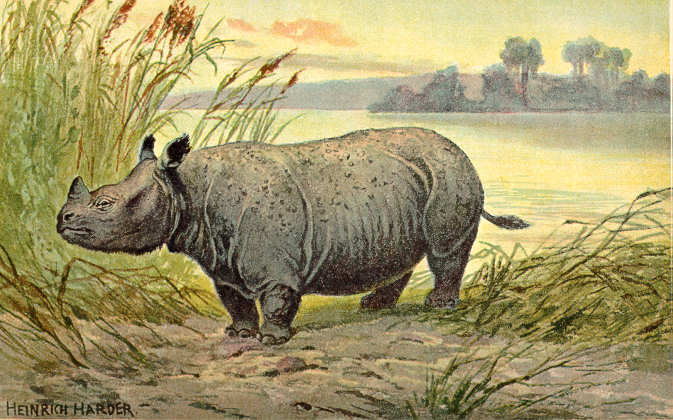
Mit Teleoceras waren die Nashörner bis ins Pliozän auch in Nordamerika verbreitet.

Am Beginn des Pliozäns Nordamerikas waren Pferde, Tapire, Rüsseltiere, Kamele und große Säbelzahnkatzen (Megantereon) vertreten. Die knochenknackenden Hyänen wurden im Pliozän Nordamerikas durch große Hunde der Gattung Osteoborus vertreten.
Im Verlauf des Pliozäns bildete sich die Mittelamerikanische Landbrücke, die zum ersten Mal seit Millionen Jahre währender Isolation den nordamerikanischen mit dem südamerikanischen Kontinent verband. Während dieses großen amerikanischen Faunenaustauschs wanderten Bodenfaultiere, Glyptodonten, Pampatherien und Gürteltiere aus Südamerika ein und besiedelten Nordamerika. Dagegen verschwanden die Nashörner im Verlauf des Pliozäns mit Gattungen wie Teleoceras endgültig aus Nordamerika.

### Südamerika

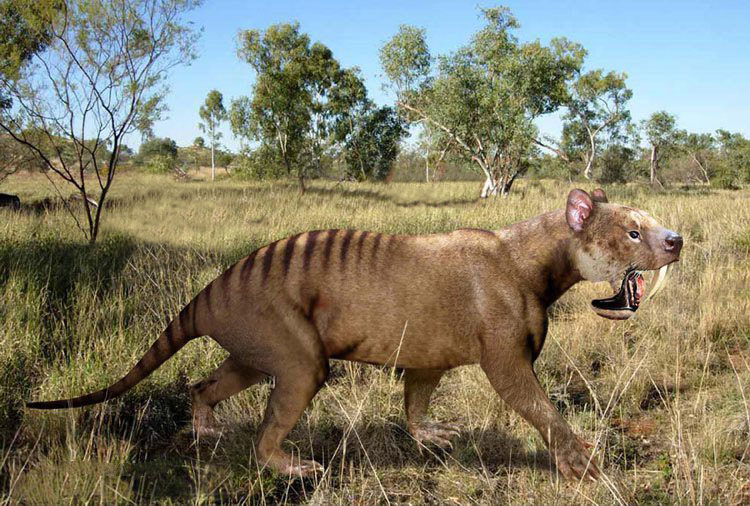
Thylacosmilus wurde im Pliozän durch echte Säbelzahnkatzen ersetzt.

Der südamerikanische Kontinent war stärker vom großen Faunenaustausch betroffen als Nordamerika. Zahlreiche heute für Südamerika typische Säugetierfamilien wanderten im Pliozän über die neu entstandene mittelamerikanische Landbrücke. Darunter waren die Katzen, Hunde, Kamele, Hirsche, Nabelschweine und Tapire. Auch einige Familien, die erst ganz am Ende des Pleistozäns wieder aus Südamerika verschwanden, so etwa die Pferde und Gomphotherien, wanderten damals ein. Sie ersetzten die einzigartige Fauna des südamerikanischen Pliozäns zum großen Teil. Zahlreiche südamerikanische Säuger, die sich in Südamerika isoliert entwickelt hatten, starben aus und wurden durch die Einwanderer aus dem Norden ersetzt. Darunter war der Säbelzahnräuber Thylacosmilus. Unter den Formen, die sich behaupten konnten, befanden sich vor allem verschiedene Nebengelenktiere (Faultiere, Ameisenbären, Glyptodonten, Gürteltiere) sowie einige Südamerikanische Huftiere wie Toxodon und Macrauchenia. Außerdem überlebten zahlreiche Nager und Primaten, die bereits erheblich früher als „Inselhüpfer“ über enge Meeresarme nach Südamerika eingewandert waren.

## Alpidische Gebirgsbildung
Die im Neogen (vor allem im Miozän) ablaufende alpidische Gebirgsbildung der Alpen, Karpaten und anderer Gebirge in Eurasien (Himalaya) kam fast zum Stillstand (allerdings gibt es bis in die Gegenwart geringe Hebungen). Die großen Sedimentmassen in Europas Ebenen und tektonischen Becken wurden im Pliozän nur noch durch eine relativ dünne Formation überdeckt, bevor die Gletscher und Schotter der ersten großen Kaltzeiten die heutigen Landschaften prägten.

## Massenaussterben
Am Ende des Pliozän kam es zu einem erst Mitte 2017 entdeckten Massenaussterben. Betroffen war die marine Megafauna. Etwa ein Drittel der Gattungen großer Meerestiere verschwand. Betroffen waren Wale, die Seekühe des Mittelmeeres, Haie, Meeresvögel und Meeresschildkröten, darunter der große Hai Otodus megalodon. Ursache des Massenaussterbens war die globale Abkühlung durch das beginnende Eiszeitalter. Diese ließ den Meeresspiegel sinken, so dass die flachen Küstenmeere der Kontinentalschelfgebiete, Lebensraum der betroffenen Arten, stark schrumpften.